# Heterodrilus mediopapillatus
Heterodrilus mediopapillatus är en ringmaskart som beskrevs av Takashima och Shunsuke F. Mawatari. Heterodrilus mediopapillatus ingår i släktet Heterodrilus och familjen glattmaskar. Inga underarter finns listade i Catalogue of Life.